# Boris Pašanski
Boris Pašanski (en alphabet cyrillique serbe : Борис Пашански ; en alphabet latin serbe : Boris Pašanski), né le 3 novembre 1982 à Belgrade (Yougoslavie, actuelle Serbie), est un joueur de tennis serbe, professionnel de 2001 à 2014.

## Carrière
Il a remporté un total de 9 tournois Challenger en simple : Tampere en 2004, Budaörs, Tampere, Samarcande, Budapest et Aracaju en 2005, Santiago en 2006 et Tcherkassy en 2007. En double, il s'est imposé à trois reprises : Manerbio et Cali en 2008 et Séville en 2012.
Sur le circuit ATP, il s'est principalement distingué lors de la saison 2006 en atteignant trois quarts de finale pendant sa tournée sud-américaine, ce qui lui permet d'atteindre son meilleur classement (une 55e place), et en participant aux cinq premiers Masters 1000. En 2007, il est huitième de finaliste à Barcelone et Tokyo où il élimine Jarkko Nieminen, 26e mondial.
Il a la particularité d'avoir représenté trois pays différent en Coupe Davis. En effet, il joue sous les couleurs de la Yougoslavie en 2003, puis avec la Serbie-et-Monténégro en 2004 et enfin la Serbie lors des barrages en 2007 et dans le groupe mondial en 2013.

## Palmarès

### Finale en double messieurs
| No | Date       | Nom et lieu du tournoi   | Catégorie   | Dotation  | Surface      | Vainqueurs                   | Partenaire        | Score    |          |
| -- | ---------- | ------------------------ | ----------- | --------- | ------------ | ---------------------------- | ----------------- | -------- | -------- |
| 1  | 13-02-2006 | Copa Telmex Buenos Aires | Int' Series | 400 000 $ | Terre (ext.) | František Čermák Leoš Friedl | Vasilis Mazarakis | 6-1, 6-2 | Parcours |

## Parcours dans les tournois duGrand Chelem

### En simple
| Année | Open d'Australie | Open d'Australie | Internationaux de France | Internationaux de France | Wimbledon       | Wimbledon | US Open         | US Open    |
| ----- | ---------------- | ---------------- | ------------------------ | ------------------------ | --------------- | --------- | --------------- | ---------- |
| 2006  | 2e tour (1/32)   | N. Kiefer        | 1er tour (1/64)          | I. Bozoljac              | 1er tour (1/64) | A. Agassi | 1er tour (1/64) | T. Berdych |
| 2007  | —                | —                | 1er tour (1/64)          | I. Navarro               | —               | —         | —               | —          |
| 2008  | 1er tour (1/64)  | M. Fish          | 1er tour (1/64)          | N. Almagro               | 1er tour (1/64) | C. Eaton  | —               | —          |

N.B. : à droite du résultat se trouve le nom de l'ultime adversaire.

### En double
| Année | Open d'Australie | Open d'Australie | Internationaux de France    | Internationaux de France    | Wimbledon | Wimbledon | US Open | US Open |
| ----- | ---------------- | ---------------- | --------------------------- | --------------------------- | --------- | --------- | ------- | ------- |
| 2006  | —                | —                | 1er tour (1/32) B. Reynolds | M. Fyrstenberg M. Matkowski | —         | —         | —       | —       |

N.B. : le nom du ou de la partenaire se trouve sous le résultat ; le nom des ultimes adversaires se trouve à droite.

## Parcours dans lesMasters 1000
| Année | Indian Wells          | Miami               | Monte-Carlo        | Rome                  | Hambourg             | Canada | Cincinnati | Madrid | Paris |
| ----- | --------------------- | ------------------- | ------------------ | --------------------- | -------------------- | ------ | ---------- | ------ | ----- |
| 2006  | 1er tour R. Schüttler | 1er tour K. Vliegen | 1er tour M. Llodra | 1er tour N. Davydenko | 1er tour F. Volandri | —      | —          | —      | —     |

N.B. : sous le résultat se trouve le nom de l’ultime adversaire.